# Ana Redondo
Ana María del Carmen Redondo García, conocida como Ana Redondo, (Valladolid, 16 de julio de 1966) es una jurista y política española, actual ministra de Igualdad en el tercer Gobierno de Pedro Sánchez desde 2023.
Redondo es doctora en Derecho Constitucional por la Universidad de Valladolid. En el ámbito político, es militante del Partido Socialista Obrero Español, habiendo sido procuradora en las Cortes de Castilla y León durante dos legislaturas, así como concejal del Ayuntamiento de Valladolid entre 2015 y 2023. Precisamente, en ese mismo año dio el salto a la política nacional de la mano de Pedro Sánchez, que la nombró ministra de Igualdad en noviembre de 2023 y, entre enero y diciembre de 2024, también coordinó las políticas de igualdad del Partido Socialista.

## Trayectoria académica
Nacida en Valladolid, estudió en el Colegio Jesús y María y es licenciada en Derecho y Doctora en Derecho Constitucional, además de profesora titular de Derecho Constitucional en la Universidad de Valladolid. También es miembro del equipo jurídico del Instituto de Estudios para América Latina, dependiente de la Universidad Complutense de Madrid y vocal del Foro XXI del FIIAP del Ministerio de Administraciones Públicas para sus relaciones con América Latina.

## Trayectoria política
Miembro del PSOE, fue secretaria de Formación del PSOE de Valladolid desde el año 2000 al 2003. Fue elegida procuradora por la provincia de Valladolid en las elecciones a las Cortes de Castilla y León de 2007, desempeñando el cargo de viceportavoz del Grupo Parlamentario Socialista. Tras la llegada de Óscar López a la secretaría general del PSOE de Castilla y León, fue nombrada portavoz del Grupo Socialista, cargo que desempeñó hasta las elecciones autonómicas de 2011, cuando fue reelegida procuradora autonómica y volvió al puesto de viceportavoz. El 15 de abril de 2012, tras la elección de Julio Villarrubia como nuevo secretario general, fue nombrada vicesecretaria general del PSOE de Castilla y León, cargo que desempeñó hasta 2014.
Desde el 20 de octubre de 2014 fue de nuevo portavoz del Grupo Socialista en las Cortes de Castilla y León. 
En las elecciones municipales del 24 de mayo de 2015 concurrió como número dos de su partido al Ayuntamiento de Valladolid siendo elegida concejal, asumiendo la Concejalía de Cultura y Turismo en el nuevo gobierno municipal del alcalde Óscar Puente. Revalidaría sus cargos en las elecciones municipales de 2019 para la Corporación 2019-2023.En las elecciones municipales de 2023 volvería a ser elegida concejal del Ayuntamiento de Valladolid para la Corporación 2023-2027. En estas elecciones el PSOE, liderado por Óscar Puente, no pudo revalidar el gobierno municipal y pasó a la oposición.

### Ministra de Igualdad (desde 2023)
El 20 de noviembre de 2023 se anunció su nombramiento como ministra de Igualdad del Gobierno de España, siendo presidente Pedro Sánchez. Tomó posesión ante el rey Felipe VI al día siguiente, en el Palacio de la Zarzuela, dimitiendo como concejala del Ayuntamiento de Valladolid.Redondo sustituyó en el cargo a Irene Montero, conocida por su polémica gestión al frente de Igualdad, por lo que se destacó el perfil bajo de Redondo, que no era conocida ni en el panorama de la política nacional ni en el movimiento feminista español. Redondo en aquel momento no tenía redes sociales y no estaba clara su posición acerca del feminismo transexcluyente, principal debate interno del feminismo y punto de fricción constante en el mandato de Irene Montero. En ese mismo gobierno se nombró como ministros a Óscar Puente y a Óscar López, antiguos compañeros de Redondo.
El 21 de enero de 2024 fue nombrada secretaria de Igualdad de la Ejecutiva Federal del PSOE, principal órgano de gobierno del PSOE.El 1 de diciembre de 2024 dejó de formar parte de la Ejecutiva Federal.
Desde el XV Congreso Autónomico del PSOE-CYL, es Presidenta de esta federación.

## Vida personal
Su madre proviene del municipio de Samboal (Segovia), donde pasó los veranos de su infancia. Ana Redondo contrajo matrimonio con Ignacio Martín Varona, magistrado de la Audiencia Provincial de Valladolid, con el que tuvo dos hijas. Admiró el perfil político de la política del PSOE Carme Chacón.

## Cargos desempeñados
- Secretaria de Formación del PSOE de Valladolid (2004-2008).
- Procuradora por Valladolid en las Cortes de Castilla y León (Desde 2007).
- Viceportavoz del Grupo Socialista en las Cortes de Castilla y León (2007-2008).
- Portavoz del Grupo Socialista en las Cortes de Castilla y León (2008-2011).
- Viceportavoz del Grupo Socialista en las Cortes de Castilla y León (2011-2014).
- Vicesecretaria general del PSOE de Castilla y León (2012-2014).
- Portavoz del Grupo Socialista en las Cortes de Castilla y León (2014-2015).
- Concejala del Ayuntamiento de Valladolid (2015-2023).
- Concejala de Cultura y Turismo del Ayuntamiento de Valladolid (2015-2023).